# Awantura w zaświatach
Awantura w zaświatach (ang Here Comes Mr. Jordan) – amerykański film z 1941 roku w reżyserii Alexandera Halla. Film w 1942 roku otrzymał siedem nominacji do Oskara z czego ostatecznie zdobył dwie statuetki.

## Obsada
- Robert Montgomery
- Evelyn Keyes
- Claude Rains
- Rita Johnson
- Edward Everett Horton
- James Gleason